# Fremington
Fremington är en by och en civil parish i North Devon i Devon i England. Orten har 10 529 invånare (2011). Byn nämndes i Domedagsboken (Domesday Book) år 1086, och kallades då Framintone/Framintona.